# Klasztor Nazaretanek w Nazarecie

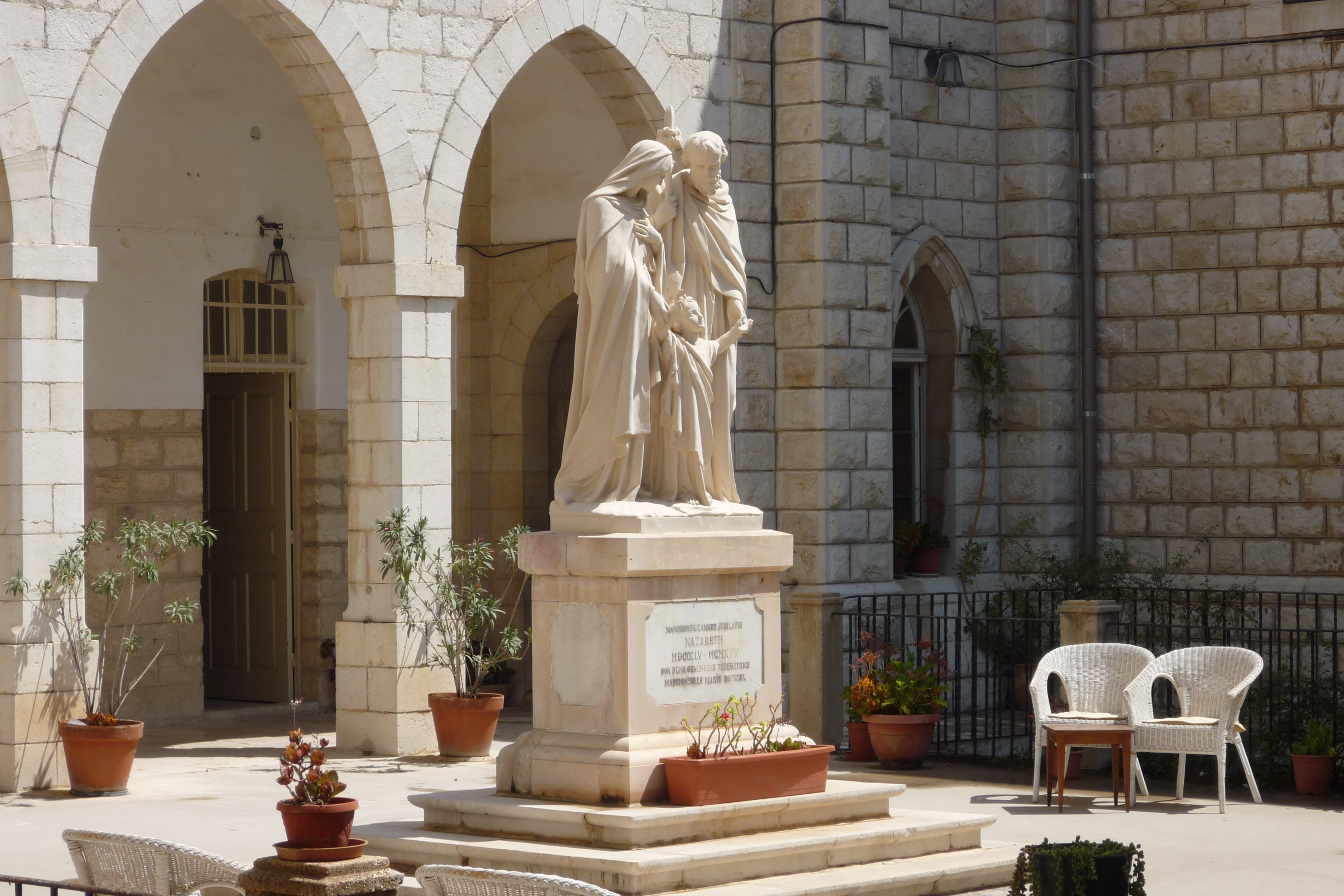
Figury Świętej Rodziny na dziedzińcu klasztoru Nazaretanek w Nazarecie

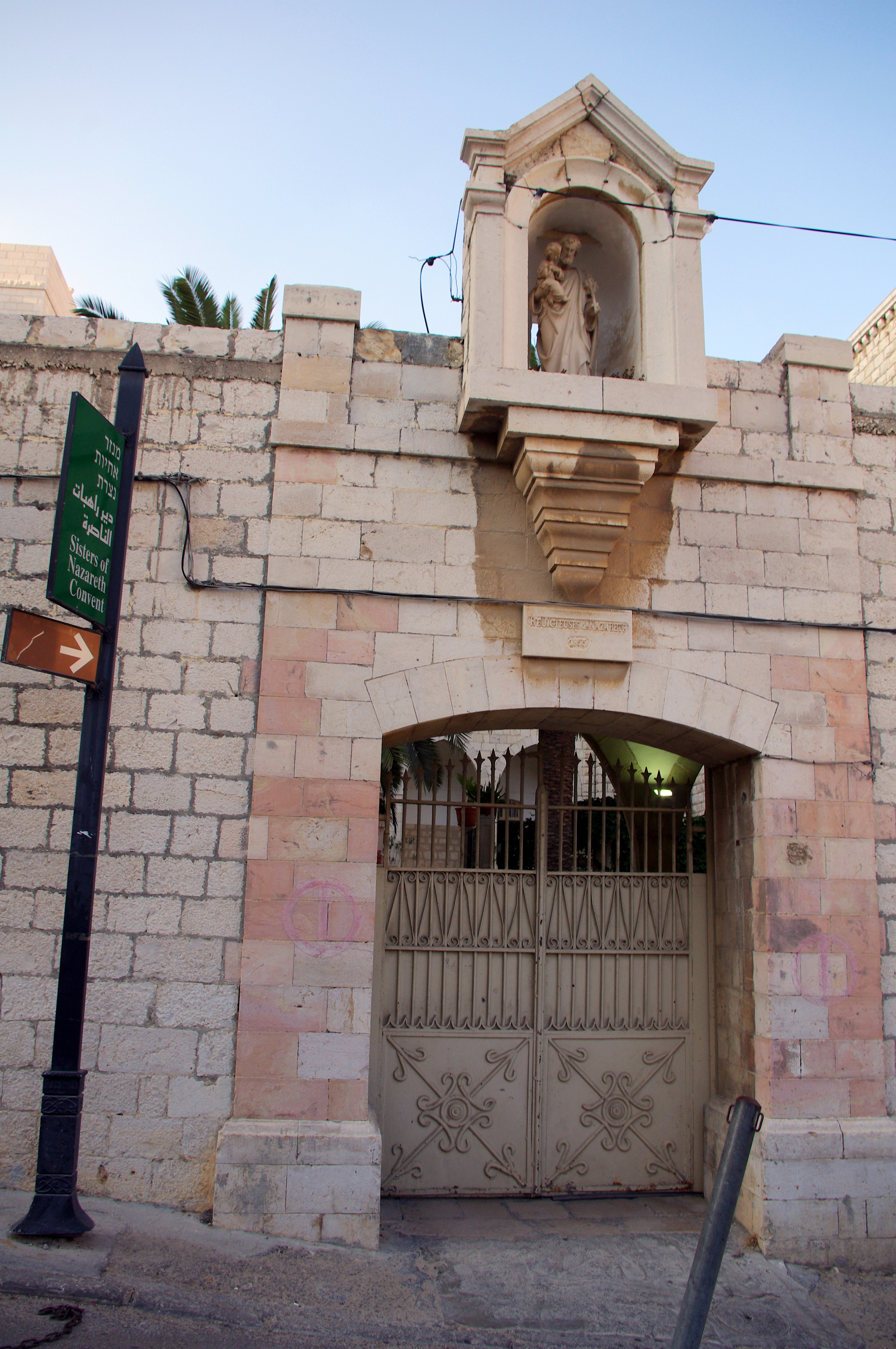
Brama klasztoru Nazaretanek w Nazarecie

Klasztor Nazaretanek w Nazarecie – klasztor nazaretanek położony w mieście Nazaret na północy Izraela.

## Historia
Siostry zakonne przybyły w 1855 roku do Nazaretu z Francji. Zakupiły kilka budynków na starym mieście i przystąpiły do budowy własnego klasztoru. Podczas prac budowlanych odkryto wiele znalezisk archeologicznych – dużą salę z łukowym sklepieniem, katakumby, studnie, mozaiki podłogowe oraz ołtarz starego kościoła. Wykopaliska kontynuowano w 1940 i 1963 roku dzięki datkom uzyskanym od pielgrzymów. Archeolodzy są rozbieżni w opinii co do historii tego miejsca.

## Opis budowli
Klasztor jest imponującym, pięknym budynkiem położonym w pobliżu Bazyliki Zwiastowania Pańskiego. Wejście na dziedziniec jest zamykane bramą (ściśle przestrzegane o godz. 21.00). Obok klasztoru wybudowano szkołę dla głuchoniemych i niewidomych dzieci arabskich, hospicjum, kościół i noclegownię dla pielgrzymów. Klasztor jest ważnym ośrodkiem życia religijnego i społecznego mieszkańców miasta.

## Turystyka
Po wcześniejszym uzgodnieniu z zakonnicami można obejrzeć stary grobowiec pod dziedzińcem, z wejściem zamykanym okrągłym kamieniem. Za zwiedzanie pobierane są symboliczne datki. Tutejsza noclegownia jest jednym z najlepszych domów noclegowych w mieście.